# La Vallée-de-Jacmel

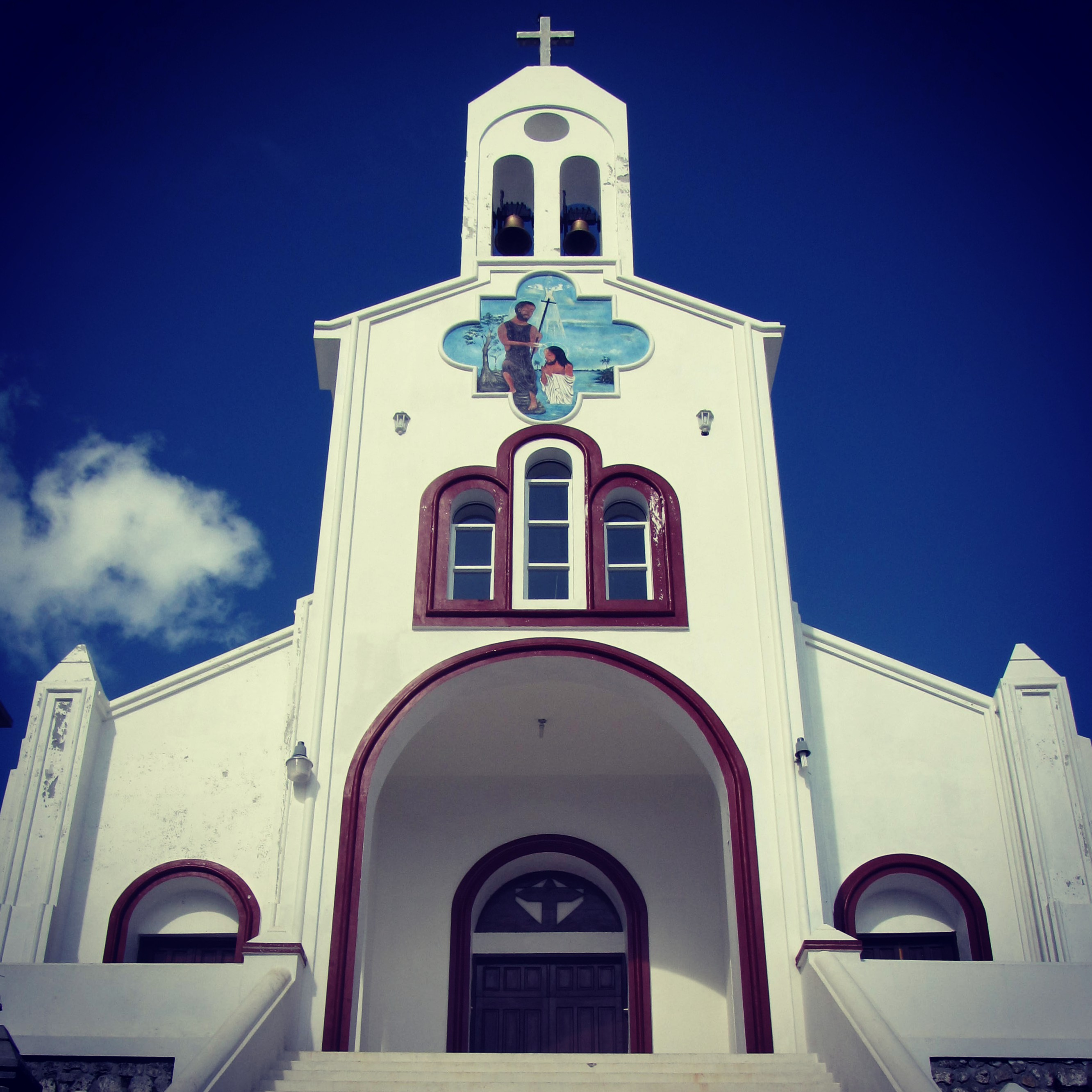
Kirche Saint-Jean-Baptiste

La Vallée-de-Jacmel ist eine Gemeinde und ein Ort im Département Sud-Est auf der Halbinsel Tiburon im Süden von Haiti zwischen Jacmel (im Arrondissement Jacmel) und Bainet. Sie liegt etwa 11 km westlich von Jacmel.
Der Ortsname erscheint auch in der Schreibweise La Vallee de Jacmel und ohne Zusatz: La Vallée, auf Haitianisch-Kreolisch: Lavale.
La Vallée hatte vor dem Erdbeben von 2010 über 36.000 Einwohner. 2015 leben auf dem Gemeindegebiet 36.427 Einwohner, der Ort selbst hat 1.264 Einwohner.
Die örtliche katholische Kirchengemeinde heißt nach Johannes dem Täufer (Saint-Jean-Baptiste).

## Persönlichkeiten
La Vallée-de-Jacmel ist der Geburtsort des ersten aus Haiti stammenden Kardinals, Chibly Langlois, der seit 2011 Bischof von Les Cayes und seit 2014 Kardinal ist.